# 黄花马先蒿
黄花马先蒿（学名：Pedicularis flava）是列当科马先蒿属的植物。分布在俄罗斯、蒙古以及中国大陆的内蒙古等地，生长于海拔1,500米的地区，一般生长在宽谷中，目前尚未由人工引种栽培。